# Anapsicomus lampyroides
Anapsicomus lampyroides är en skalbaggsart som först beskrevs av Bates 1866.  Anapsicomus lampyroides ingår i släktet Anapsicomus och familjen långhorningar. Inga underarter finns listade i Catalogue of Life.